# سو كرويشانك
سو كرويشانك (بالإنجليزية: Su Cruickshank)‏ هي عازفة الجاز ومغنية وممثلة أسترالية، ولدت في 31 أغسطس 1946، وتوفيت في 8 ديسمبر 2009.

## وصلات خارجية
- سو كرويشانك على موقع IMDb (الإنجليزية)
- سو كرويشانك على موقع ميوزك برينز (الإنجليزية)
- سو كرويشانك على موقع قاعدة بيانات الفيلم (الإنجليزية)